# Neukirchen an der Alz
Neukirchen an der Alz (amtl. Neukirchen a.d.Alz) ist ein Gemeindeteil von Kirchweidach. Der Weiler mit Kirche liegt im Landkreis Altötting.

## Geographie
Neukirchen an der Alz liegt südlich von Unterneukirchen nahe der Alz, einem Nebenfluss des Inns.

## Geschichte
Bei Neukirchen an der Alz findet sich eine mittelalterliche Abschnittsbefestigung auf dem Margarethenberg. Die katholische Kirche St. Maria gehörte im 12. Jahrhundert zum Kloster Ranshofen, später dann zu Raitenhaslach. Sie ist eine spätgotische Saalkirche, erbaut 1439–55. Der Turmuntersatz ist allerdings schon spätromanisch.
Neukirchen wurde mit dem Gemeindeedikt von 1818 eine selbständige Gemeinde. 1875 erfolgte die Umbenennung der Gemeinde Neukirchen in Neukirchen a.d.Alz, um Verwechslungen mit u. a. Unterneukirchen zu vermeiden. Die Gemeinde Neukirchen a.d.Alz wurde am 1. Januar 1969 mit den Orten Aichelberg, Auwies, Beiln, Bergham, Brodstrumm, Edhof, Engelsberg, Griesstätt, Gufflham, Gunzing, Hiebl, Hirten, Höresham, Hundsberg, Königshäusl, Lötschau, Magerl, Oswald, Schralling, Thal, Trinkberg und Urfahrn aus der bis dahin selbständigen Gemeinde Gufflham zur neuen Gemeinde Hirten zusammengelegt.
Am 1. Januar 1978 wurde die Gemeinde Hirten (mit Neukirchen an der Alz) aufgelöst. Während Neukirchen an der Alz in die Gemeinde Kirchweidach umgegliedert wurde, kam der Hauptteil zu Burgkirchen an der Alz.